# Bondarți (Ivanivka), Jîtomîr
Bondarți (în ucraineană Бондарці) este un sat în comuna Ivanivka din raionul Jîtomîr, regiunea Jîtomîr, Ucraina.

## Demografie
Componența lingvistică a localității Bondarți
     Ucraineană (95,83%)
     Rusă (4,17%)
Conform recensământului din 2001, majoritatea populației localității Bondarți era vorbitoare de ucraineană (95,83%), existând în minoritate și vorbitori de rusă (4,17%).